# Nicolay Solberg
Nicolay Tveten Solberg (Tønsberg, 9 luglio 1991) è un ex calciatore norvegese, di ruolo centrocampista.

## Carriera

### Club
Solberg ha iniziato la carriera nel Tønsberg, per cui ha realizzato 17 reti nella 2. divisjon in tre stagioni. Il 12 novembre 2010 è stato reso noto il suo trasferimento al Lillestrøm. Ha debuttato nell'Eliteserien il 20 marzo 2011, sostituendo Björn Bergmann Sigurðarson nella vittoria per 0-7 sul campo dello Stabæk: ha fornito l'assist per la rete di Ohi Omoijuanfo, che ha fissato il punteggio sul risultato finale.
Il 20 marzo 2012 è stato annunciato il suo passaggio in prestito al Sarpsborg 08. Ha esordito con questa maglia il 9 aprile successivo, segnando anche una rete nel pareggio per 4-4 contro lo Start. Nel corso di quell'annata, ha totalizzato 32 presenze e 16 reti tra tutte le competizioni.
Il 31 gennaio 2013, ha firmato un contratto biennale con il Fredrikstad. Ha debuttato in squadra l'8 aprile 2013, nella vittoria casalinga per 3-2 contro l'Hødd. Il 14 aprile ha realizzato la prima rete per il Fredrikstad, nella sconfitta per 2-1 sul campo del Bryne.
Nell'estate 2015, è stato ingaggiato dall'Ullern, compagine militante in 2. divisjon. Ha esordito in squadra il 6 settembre, schierato titolare nella sconfitta interna per 0-2 contro il Senja. Il 12 settembre ha segnato la prima rete con questa maglia, in occasione del successo per 0-5 maturato sul campo dell'Holmen. In questa porzione di stagione in squadra, ha totalizzato 8 presenze e 5 reti.
Il 15 febbraio 2016, Solberg ha firmato ufficialmente un contratto annuale con l'Ullensaker/Kisa. Ha esordito in squadra il 3 aprile successivo, schierato titolare nel pareggio casalingo per 1-1 contro il Sandnes Ulf. L'8 maggio ha segnato la prima rete, nella sconfitta casalinga per 1-2 contro la sua ex squadra del Fredrikstad. Ha chiuso la stagione con 30 presenze e 11 reti, tra campionato e coppa. Si è svincolato al termine di questa stessa annata. Il 6 marzo 2017 ha firmato un nuovo contratto con il club, dalla durata biennale.
Il 14 gennaio 2019 ha fatto ritorno al Fredrikstad, legandosi con un accordo triennale. Ha contribuito alla conquista della promozione in 1. divisjon al termine del campionato 2020.
Il 21 gennaio 2021 ha prolungato il contratto che lo legava al Fredrisktad, fino al 31 dicembre 2024.
Il 6 novembre 2022 ha annunciato il suo ritiro dal calcio professionistico.

## Statistiche

### Presenze e reti nei club
Statistiche aggiornate all'11 novembre 2022.
| Stagione               | Club                   | Campionato             | Campionato | Campionato | Coppe nazionali | Coppe nazionali | Coppe nazionali | Coppe continentali | Coppe continentali | Coppe continentali | Supercoppe | Supercoppe | Supercoppe | Totale | Totale |
| Stagione               | Club                   | Comp                   | Pres       | Reti       | Comp            | Pres            | Reti            | Comp               | Pres               | Reti               | Comp       | Pres       | Reti       | Pres   | Reti   |
| ---------------------- | ---------------------- | ---------------------- | ---------- | ---------- | --------------- | --------------- | --------------- | ------------------ | ------------------ | ------------------ | ---------- | ---------- | ---------- | ------ | ------ |
| 2008                   | Tønsberg               | 2D                     | 0          | 0          | CN              | ?               | ?               | -                  | -                  | -                  | -          | -          | -          | ?      | ?      |
| 2009                   | Tønsberg               | 2D                     | 24         | 5          | CN              | ?               | ?               | -                  | -                  | -                  | -          | -          | -          | ?      | ?      |
| 2010                   | Tønsberg               | 2D                     | ?          | 12         | CN              | ?               | ?               | -                  | -                  | -                  | -          | -          | -          | ?      | ?      |
| Totale Tønsberg        | Totale Tønsberg        | Totale Tønsberg        | 24+        | 17         |                 | ?               | ?               |                    | -                  | -                  |            | -          | -          | 24+    | 17+    |
| 2011                   | Lillestrøm             | ES                     | 7          | 0          | CN              | 3               | 0               | -                  | -                  | -                  | -          | -          | -          | 10     | 0      |
| 2012                   | Sarpsborg 08           | 1D                     | 30         | 14         | CN              | 2               | 2               | -                  | -                  | -                  | -          | -          | -          | 32     | 16     |
| 2013                   | Fredrikstad            | 1D                     | 13         | 2          | CN              | 2               | 2               | -                  | -                  | -                  | -          | -          | -          | 15     | 4      |
| 2014                   | Fredrikstad            | 1D                     | 0          | 0          | CN              | 0               | 0               | -                  | -                  | -                  | -          | -          | -          | 0      | 0      |
| Totale Fredrikstad     | Totale Fredrikstad     | Totale Fredrikstad     | 13         | 2          |                 | 2               | 2               |                    | -                  | -                  |            | -          | -          | 15     | 4      |
| ago.-dic. 2015         | Ullern                 | 2D                     | 8          | 5          | CN              | -               | -               | -                  | -                  | -                  | -          | -          | -          | 8      | 5      |
| 2016                   | Ullensaker/Kisa        | 1D                     | 28         | 11         | CN              | 2               | 0               | -                  | -                  | -                  | -          | -          | -          | 30     | 11     |
| 2017                   | Ullensaker/Kisa        | 1D                     | 27+1       | 11+0       | CN              | 1               | 0               | -                  | -                  | -                  | -          | -          | -          | 29     | 11     |
| 2018                   | Ullensaker/Kisa        | 1D                     | 23         | 10         | CN              | 3               | 2               | -                  | -                  | -                  | -          | -          | -          | 26     | 12     |
| Totale Ullensaker/Kisa | Totale Ullensaker/Kisa | Totale Ullensaker/Kisa | 78+1       | 32+0       |                 | 6               | 2               |                    | -                  | -                  |            | -          | -          | 85     | 34     |
| 2019                   | Fredrikstad            | 2D                     | 20         | 1          | CN              | 2               | 1               | -                  | -                  | -                  | -          | -          | -          | 22     | 2      |
| 2020                   | Fredrikstad            | 2D                     | 19         | 13         | -               | -               | -               | -                  | -                  | -                  | -          | -          | -          | 19     | 13     |
| 2021                   | Fredrikstad            | 1D                     | 28+1       | 11+0       | CN              | 2               | 2               | -                  | -                  | -                  | -          | -          | -          | 31     | 13     |
| 2022                   | Fredrikstad            | 1D                     | 27         | 11         | CN              | 3               | 0               | -                  | -                  | -                  | -          | -          | -          | 30     | 11     |
| Totale Fredrikstad     | Totale Fredrikstad     | Totale Fredrikstad     | 94+1       | 36+0       |                 | 7               | 3               |                    | -                  | -                  |            | -          | -          | 102    | 39     |
| Totale                 | Totale                 | Totale                 | 254+2+     | 106+0+     |                 | 20+             | 9+              |                    | -                  | -                  |            | -          | -          | 276+   | 116+   |